# Pierre-René Lemas
Pierre-René Lemas, né le 23 février 1951 à Alger (alors en Algérie française), est un haut fonctionnaire français.
Directeur de cabinet du président du Sénat Jean-Pierre Bel de 2011 à 2012, il occupe entre le 15 mai 2012 et le 12 avril 2014 les fonctions de secrétaire général de la présidence de la République française, puis devient directeur général de la Caisse des dépôts jusqu'en décembre 2017. En juin 2018, il est élu président de France Active.

## Biographie
Pierre-René Lemas est né en Algérie, au sein d'une famille de pied-noirs libéraux. Son père est avocat et son oncle, André Lemas, un journaliste radio qui sera l'un des piliers de France Inter.

### Études
Après des études de droit, Pierre-René Lemas est diplômé de l'Institut d'études politiques de Paris et est élève à l'École nationale d’administration (promotion « Voltaire ») dont il sort classé 44e (voie administration générale). C'est à cette occasion qu'il se lie d'amitié avec François Hollande et Dominique de Villepin.

### Début de carrière et premier passage dans les ministères
Il commence sa carrière comme sous-préfet en Dordogne, puis dans le Val-de-Marne en 1981. Il entre en 1983 au cabinet du ministre de l’Intérieur, Gaston Defferre, puis de Pierre Joxe, en 1984, comme conseiller technique, chargé de la Décentralisation et de la Déconcentration. Il est nommé en 1986, sous-directeur des départements d'outre-mer au ministère des Départements et Territoires d'outre-mer.

### Alternance entre la préfectorale et la haute administration
Directeur du cabinet du secrétaire d'État, chargé des Collectivités locales, en 1988, il est nommé l'année suivante directeur général des collectivités locales au ministère de l'Intérieur. Il occupe ensuite le poste de préfet de l'Aisne entre 1992 et 1994, de directeur, adjoint au délégué à l'Aménagement du territoire et à l'Action régionale de 1994 à 1995, date à laquelle il devient directeur de l'habitat et de la construction au ministère du Logement. En 1998, il devient le premier directeur général de l’urbanisme, de l’habitat et de la construction au ministère de l’Équipement, puis directeur général de l’administration au ministère de l’Intérieur en 2000, fonction qu'il quitte en 2003 pour le poste de préfet de Corse, préfet de Corse-du-Sud jusqu'en 2006, quand il est nommé préfet de la région Lorraine, préfet de la Moselle.
À la suite de l'élection de Nicolas Sarkozy à la présidence de la République en 2007, il est placé hors cadre et par la suite nommé directeur des Journaux officiels, puis directeur général de Paris Habitat, l'office public de l'habitat de la capitale, en 2008.

### Directeur de cabinet au Sénat puis secrétaire général de la présidence de la République
Le 14 octobre 2011, il est nommé directeur de cabinet du président du Sénat Jean-Pierre Bel. Le 15 mai 2012, il quitte cette fonction en étant nommé par François Hollande secrétaire général de la présidence de la République française, succédant à Xavier Musca. C'est à lui qu'il revient alors d'annoncer la nomination du Premier ministre et des membres du gouvernement sur le perron du palais de l'Élysée.
Le 8 avril 2014, la présidence annonce son remplacement par Jean-Pierre Jouyet. Par arrêté du 12 avril suivant, il est mis fin à ses fonctions à cette date.

### Caisse des dépôts et consignations
Pierre-René Lemas est nommé à la tête de la Caisse des dépôts et consignations (CDC) en tant que directeur général du groupe Caisse des Dépôts par décret du président de la République François Hollande pris le 21 mai 2014 en conseil des ministres. Il remplace à ce poste Jean-Pierre Jouyet.
Atteint par la limite d'âge du corps préfectoral auquel il appartient, il quitte ses fonctions de directeur général le 22 août 2017, mais assure cependant son propre intérim jusqu'à ce que la nomination de son successeur Éric Lombard soit officialisée en Conseil des ministres le 8 décembre 2017.

### France Active
Le 19 juin 2018, Pierre-René Lemas est élu président de France Active, groupe associatif financier dédié aux entrepreneurs et à l'économie sociale et solidaire.

## Récompenses et distinctions

### Décorations
- Officier de la Légion d'honneur, promu officier le 31 décembre 2015[14].
  -  Chevalier de la Légion d'honneur, le 31 décembre 1998[15]
- Officier de l'ordre national du Mérite, promu officier le 14 novembre 2003[16].
  -  Chevalier de l'ordre national du Mérite, le 3 décembre 1994[17]
- Médaille d'honneur de l'administration pénitentiaire, or (2005)[18]